# دوستی با جنس مخالف

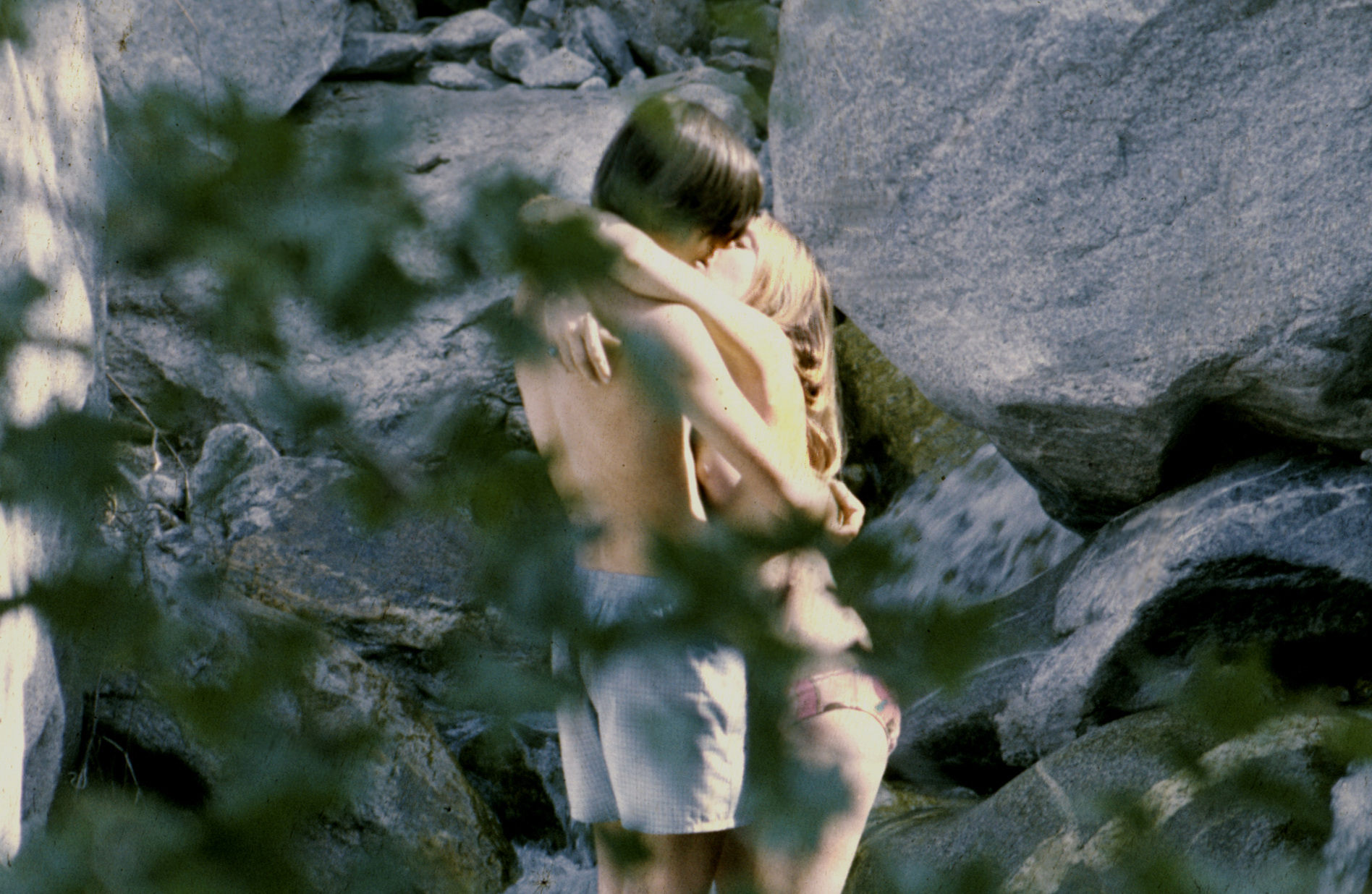
یک دوست‌دختر و دوست‌پسر

دوستی با جنسِ مخالف رابطه ای افلاطونی بین زن و مرد نامربوط است. دوستی با جنس مخالف انواع مختلفی دارد که به این دلیل تعریف می‌شوند که هر یک از طرفین علاقه عاشقانه به طرف مقابل داشته باشد یا اینکه علاقه طرف مقابل را درک کند. چند نظریه برای توضیح وجود چنین دوستی‌ها ارائه شده‌است. تحقیقاتی در مورد اینکه چرا زنان و مردان این روابط را شروع می‌کنند، چگونه دیگران آنها درک می‌کنند، پیامدهای آن برای کودکان انجام شده‌است. دوستی با جنس مخالف همچنین می‌تواند مشکلاتی را برای افراد درگیر ایجاد کند در صورتی که هر یک از این دو احساسات عاشقانه به شخص دیگری داشته باشند.

## زمینه
دوستی با جنس مخالف نقش زیادی در روابط اجتماعی زن و مرد دارد. به دلیل احتمال بروز روابط عاشقانه یا جنسی، می‌تواند علت بروز عوارض مختلفی باشد. مونسور (۲۰۰۲) دوستی با جنس مخالف را رابطه ای «داوطلبانه، غیر خانوادگی، غیر عاشقانه»، بین زن و مرد تعریف می‌کند که در آن هر دو فرد به این رابطه برچسب دوستی می‌زنند. با این حال، فقط به این دلیل که این دوستی‌ها به عنوان «غیر رمانتیک» برچسب گذاری شده‌اند، نمی‌توان تصور کرد که هیچ زیربنایی عاشقانه یا جنسی وجود ندارد.
گریرو و چاوز (۲۰۰۵) اظهار داشتند که چهار نوع دوستی میان جنس مخالف وجود دارد: عاشقانه متقابل، کاملاً افلاطونی، عاشقانه، و دوستی بدون عشق.در دوستی با جنس مخالف از نوع «عاشقانه متقابل»، یکی از شرکت کنندگان خواهان رابطه عاشقانه با فرد دیگر است و معتقد است که فرد دیگر نیز این رابطه را می‌خواهد. در روابط «کاملاً افلاطونی»، فرد معتقد است که دیگری می‌خواهد که فقط دوستان افلاطونی باشند و هیچ فکری برای روابط عاشقانه نمی‌کند. در یک دوستی متقابل «عاشقانه»، یک فرد دوست دارد که این دوستی به یک رابطه عاشقانه تبدیل شود اما مطمئن نیست که فرد دیگر خواستار این رابطه عاشقانه باشد. در یک رابطه با جنس مخالف از نوع «دوستی بدون عشق»، یک فرد نمی‌خواهد رابطه عاشقانه شود، اما معتقد است که دوست طرف مقابل این کار را می‌کند.هر یک از این سبک‌های دوستی بر اساس اهداف و دیدگاه‌های فرد بنا شده‌است. نظریه‌ها و تحقیقات دیگر در مورد علل و مزایای دوستی با جنس مخالف صحبت می‌کند.

## نظریه‌های اصلی

### نظریه تکاملی
بلسکه-ریچک(۲۰۱۲) این نظریه را مطرح می‌کند که دوستی با جنس مخالف بخشی از استراتژی‌های جفت یابی تکامل یافته انسان است. استراتژی‌های فعلی جفت یابی به‌طور ناخودآگاه افراد را ترغیب می‌کند که وارد روابط دوستی با جنس مخالف شوند زیرا این امر فرصت‌های بیشتری برای جفت شدن به آنها می‌دهد. در نتیجه، افراد در دوستی با جنس مخالف اغلب جذب فرد دیگر می‌شوند، حتی زمانی که این جذب شدن کاملاً ناخواسته باشد.این نظریه تکاملی پیش‌بینی می‌کند که دوستی با جنس مخالف توسط مردان برای دسترسی جنسی و توسط زنان برای محافظت شدن شکل می‌گیرد.این نشان دهنده آن است که دوستی با جنس مخالف، تا حدی به عنوان یک استراتژی کسب جفت در طولانی مدت خدمت می‌کند. داشتن فرصت‌های بیشتر برای جفت شدن یک مزیت تکاملی است، با این حال، جذب شدن توسط یک دوست از جنس مخالف می‌تواند پیامدهای منفی اجتماعی نیز ایجاد کند. این امر به ویژه در بزرگسالان جوان که به یک دوست از جنس مخالف علاقه‌مند می‌شوند، بیشتر صدق می‌کند، زیرا این افراد رضایت کمتری از رابطه عاشقانه فعلی خود گزارش می‌دهند.

### نظریه یادگیری اجتماعی
علاوه بر این‌ها، نظریه یادگیری اجتماعی پیش‌بینی می‌کند که اگر دوستی با جنس مخالف ناشی از تمایل به دسترسی جنسی و محافظت شدن باشد، دلیل این امر آن است که آنها از سایر دوستی‌ها با جنس مخالف تقلید می‌کنند. بیشتر نمایش‌ها و فیلم‌های تلویزیونی مشهور بیان می‌کنند که هدف از ایجاد دوستی با جنس مخالف، یک رابطه عاشقانه است. مردم از دوستی‌هایی که در فرهنگ عامه می‌بینند درس می‌گیرند و از آن‌ها برای رفتار خود الگو برداری می‌کنند.
ترجیح برای رابطه دوستی با جنس موافق یک هنجار اجتماعی است که از سنین پایین به کودکان آموزش داده می‌شود. این هنجار دوستی‌ها با جنس موافق را از همان ابتدای امر تشویق می‌کند.قوانینی که از نظر فرهنگی در مورد دوستی و جنسیت پشتیبانی می‌شوند، در شکل‌گیری روابط بین فردی تأثیر می‌گذارند. به همین دلیل، انگیزه‌های دوستی با جنس مخالف می‌تواند از مکانی به مکان دیگر متفاوت باشد. در حالی که فرهنگ‌های مختلف به روابط با جنس مخالف متفاوت نگاه می‌کنند، مطالعات نشان داده‌است که به نظر می‌رسد انگیزه‌های مشابهی برای دوستی در سراسر جهان مانند ایالات متحده، اروپا و آسیای شرقی وجود دارد.علاوه بر این، تعاریف نوجوانان از دوستی با جنس مخالف با تعاریف بزرگسالان بسیار مطابقت دارد، این نشان می‌دهد که کودکان با تقلید از نظرات بزرگسالان در زندگی خود، این موضوعات را درک می‌کنند.
در دوران نوجوانی، تمایزی بین روابط عاشقانه و دوستی‌های افلاطونی ایجاد می‌شود که تحت تأثیر تجربه شخصی و همچنین قرار گرفتن در معرض رسانه‌ها و فرهنگ عامه است. نوجوانان از نمایش‌های عاشقانه در تلویزیون یادمی‌گیرند و روابط خود را بر اساس این نمایش‌ها بنا می‌کنند.رسانه‌های محبوب تعاملات بین افراد از جنس مخالف را عاشقانه و جنسی نمایش می‌دهند، که منجر به انتظار جذابیت جنسی در دوستی‌ها با جنس مخالف می‌شود. این تصور مشترک، درصد کمی از مردم را به این باور می‌رساند که زن و مرد نمی‌توانند فقط در دوستی‌های افلاطونی وجود داشته باشند.

## در ایران
رابطه میان دو جنس، موضوع مناقشه و بحثهای زیادی در ایران است. مرزبندیهای جنسیتی و رعایت مقررات مربوط به ارتباط بین دو جنس مانع از ارتباط بین دو جنس مخالف می‌گردد.
در دهه‌های ۱۳۷۰ و ۱۳۸۰ این دوستی‌ها اوجش به دانشگاه‌ها و محیط‌های آموزش عالی بازمی‌گشت و حتی یکی از انگیزه‌های جوانان برای ورود به دانشگاه‌ها تلقی می‌شد و در خلأ امکان ساده تشکیل زندگی مشترک، توسعه چشمگیری یافت.
جامعهٔ ایرانی- اسلامی برای استحکام نهاد خانواده در تلاش بود تا افراد را از دوستی دختر و پسر قبل از ازدواج برحذر دارد با این دید که می‌تواند بر خانواده آثار زیانباری داشته باشد.
به گفته محمود گلزاری، عضو هیئت علمی دانشگاه علامه طباطبایی، تحقیقات در سال ۱۳۹۲ نشان می‌دهد که ۸۰ درصد دختران دبیرستانی در ایران با یک پسر دوستند و ممکن است ارتباط جنسی داشته باشند اما خانواده و مسئولان مدارس از این موضوع بی‌اطلاع هستند. وی پیشنهاد کرده که باید گرایش ارتباط میان دختران و پسران را امری طبیعی قلمداد کرده و با پژوهش راهکارهای مناسبی را در چارچوب فرهنگ جامعه خود ارایه نماییم. در حکومت اسلامی، به نوجوانان آموزش‌های لازم در این زمینه داده نمی‌شود و والدین، مسئولان مدارس و ماموران انتظامی، افراد درگیر را مورد آزار قرار می‌دهند و باعث می‌شوند که این دوستی‌ها به خلوت کشیده شوند و در نتیجه نوجوانان و جوانان و بیش از همه دختران را گرفتار آسیب‌های روانی و اخلاقی سازد.
در نظرسنجی بهار ۱۴۰۱ پایگاه داده باز ایران ۳۴۱۲ نفر با میانگین سنی ۲۹ سال از سراسر ایران شرکت کردند. بنا بر نتایج این نظرسنجی، والدین با داشتن دوست ناهمجنس دختران خود بیش از فرزندان پسر مخالفند. حدود ۸۵ درصد از زنان عنوان کردند که «دوستان ناهمجنس» داشته‌اند، در حالی که حدود ۷۹ درصد از مردان این نوع دوستی را تجربه کرده‌اند.